# Glis-Glis (Erzählung)

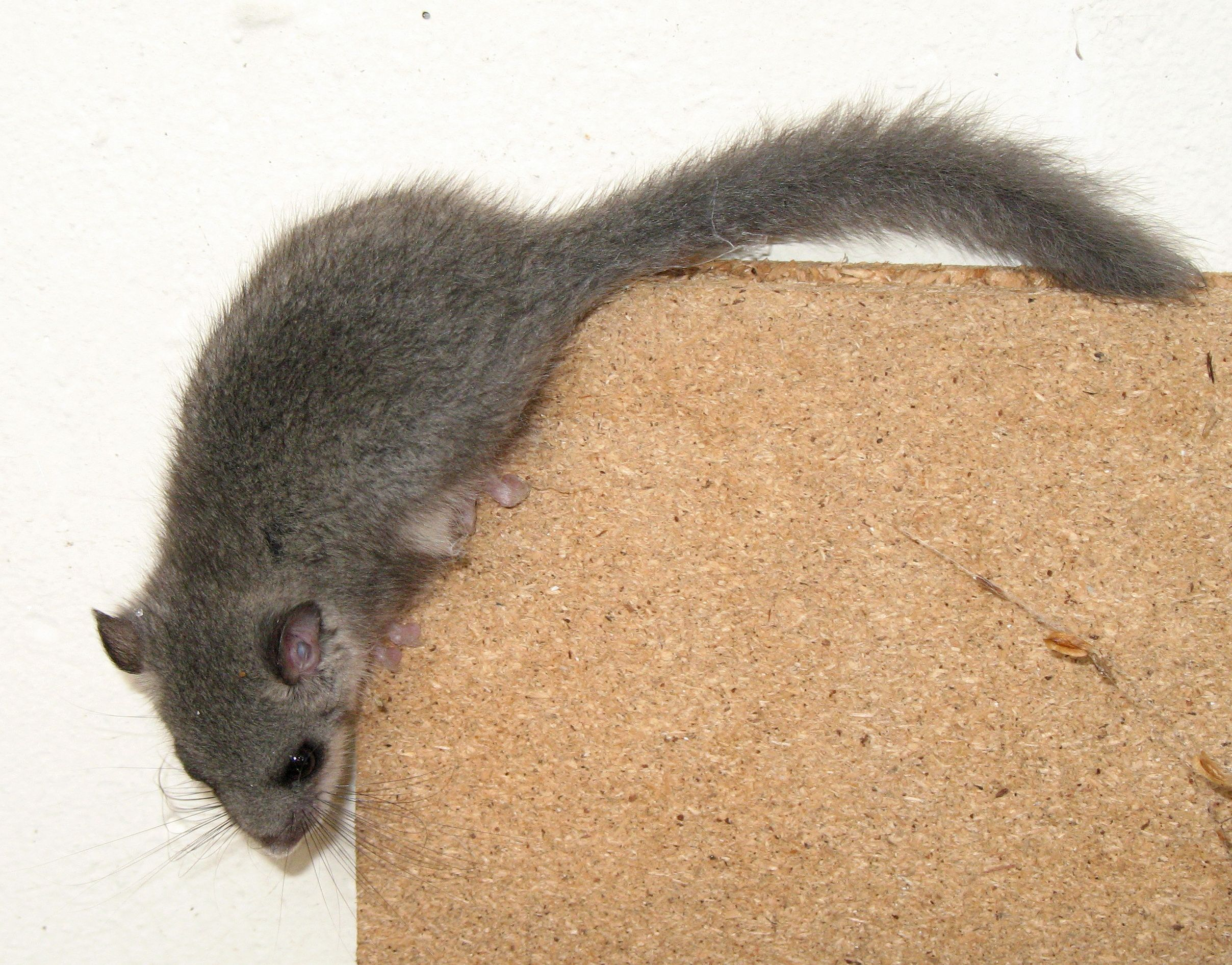
Glis glis, der Siebenschläfer

Glis-Glis ist eine Erzählung des deutschen Schriftstellers Albert Vigoleis Thelen. Der genaue Titel lautet: Glis-Glis. Siebenschläfer Bilch Buchmaus. Eine zoo-gnostische Parabel. Entstanden als Fingerübung eines Seh-Gestörten.

## Inhalt
In der Bibel blieben der Siebenschläfer (Glis glis) sowie die anderen Bilche unbenannt, und so beginnen die Tiere – unerwartet für die Menschen – aus Rache einen Vernichtungsfeldzug gegen das „Buch der Bücher“ und zernagen sämtliche Exemplare. Gift oder Steigerung der Bibelproduktionen können den Sieg der Tiere nicht verhindern.

Im zweiten – nicht mehr fiktiven, sondern autobiographischen – Teil erzählt der Autor, der mit seiner Frau Beatrice das Schweizer Haus einer Millionärin als „Einhüter und Diebsverbeller“ versorgt, zum Beispiel von einem Bibelexemplar, das in diesem Gebäude ebenfalls von Nagern zerstört worden ist.
In einem 46-seitigen Anhang befinden sich – neben einigen Fotoabbildungen – Kopien zahlreicher Briefe, die der Autor in den Jahren 1967–1977 an den Verleger in Bezug auf die Veröffentlichung von Glis-Glis verfasst hatte.

## Entstehungsgeschichte
Nach der Anerkennung, die sein Roman Die Insel des zweiten Gesichts erhielt, litt Thelen darunter, dass sein zweiter Roman Der schwarze Herr Bahßetup ein völliger Misserfolg wurde, und wollte deshalb keine Prosa mehr schreiben. Sein am 1. Mai 1959 fertiggestelltes Manuskript Glis-Glis, das zunächst keinen Verleger fand, schenkte er deshalb dem befreundeten Hildesheimer Verleger Walter Georg Olms, der es 1967 veröffentlichte. Thelen litt an einem Augenleiden (Glaskörperabhebung); sein Kollege Karl Otten hatte ihm deswegen geraten, einmal das Blindtippen zu probieren; so ist der autobiographisch zu verstehende Untertitel „Fingerübung eines Seh-Gestörten“ entstanden.

## Rezeption
Obwohl die Schriftstellerkollegen (Robert Neumann und Erich Maria Remarque) die Erzählung lobten, war das Medienecho zunächst gering. In der FAZ wurde die Neuauflage ausführlich von Ulrich Holbein besprochen, der darauf hinwies, dass Thelens Prosa heute „die damals aktuellen Nachkriegstexte mittlerweile arg verblassen lassen und x-mal mehr als diese vorauseilend heutige Situationen kommentieren“. Auch die Literaturwissenschaft beschäftigte sich mit der Erzählung, so untersuchte zum Beispiel der belgische Ordinarius für Neuere Deutsche Literatur in Antwerpen, Jean Paul Bier, die zahlreichen Deutungs- und Interpretationsmöglichkeiten des Textes.

## Form, Sprache, Parabel, Deutungen
Die Erzählung ist eine Mischung aus Erzählung und Essay, von Phantasie und Realität sowie von Komik und Grauen. Sie beginnt wie ein Märchen „Es war einmal ein Märchen, das kam von weit her“ und variiert und kommentiert essayistisch das „Grundthema der langsamen Zersetzung“. In Wirklichkeit zerstören ja nicht die Bilche das „Buch der Bücher“, sondern es nagt der „Zahn der Zeit“ daran; die Rettungsversuche sind vergebens. Jürgen Pütz meint, Thelens „Abrechnung mit dem Katholizismus in der „Insel“ wird in der Parabel von der Vernichtung der Bibel endgültig zum Abschluß gebracht“. Auffallend – wie so oft bei Thelen – sind sein Wortschatz bzw. seine Wortbildungen; für „Bilch“ finden sich zahlreiche Synonyme, zum Beispiel: feistwampige Zischmaus, Billmaus, Lullmaus, Grauel, Gräuelratze, Schrotmaus, Schrotbille, Zieseltier, Relle, Schrattratz, Kellerscheuche, Schlummerlunze, wühlender Vorscharr, Oberschnoberer und weitere. Jean Paul Bier analysiert in seiner Abhandlung über Glis-Glis Thelens Sprache und zeigt zahlreiche Interpretationsmöglichkeiten auf; er fasst zusammen: „Aus der realitätsfernen Parabel seines mythisch und anspielungsreich formulierten geistigen Abenteuers, ergibt sich die späte Lebensweisheit, daß der moderne märchenbedürftige Mensch den märchenzerstörerischen Kräften, die er hervorgerufen hat, nicht mehr gewachsen sei“ und schließt etwas kritisch: „Es bleibt aber die Frage, ob jener beklagte Zeitgenosse in seiner Rolle als Leser die Geduld aufzubringen vermag, eine solche grandios versprachlichte Banalität zu enträtseln“.

### Textausgaben
- Glis-Glis. Siebenschläfer Bilch Buchmaus. Eine zoo-gnostische Parabel. Entstanden als Fingerübung eines Seh-Gestörten. 2. Auflage mit Zeichnungen von Paul König. Beigebunden sind faksimilierte Briefe (1967–1977) des Autors an Walter Georg Olms. Olms, Hildesheim, Zürich, New York 2001. ISBN 3-487-08432-5
- Glis-Glis. Eine zoo-gnostische Parabel. Entstanden als Fingerübung eines Seh-Gestörten. G. Olms, Hildesheim 1967

### Zitat
„Starr gläserten die Kugelglotzen mir entgegen, unter dem herabfallenden Schweif, dessen Grannen den Blick wie umflort erscheinen ließen. Ich verlor die Fassung, oder sei es, daß ich sie erst recht gewann: denn ich schleuderte einen Pickelhammer, den ich des Stöberns wegen bei mir hatte, gegen die unsättige Gräuelratze, die Kellerscheuche einer Apokalypse, das kielkröpfig-scheusälige Untier meines Hexenspuks.“

### Sekundärliteratur
- A) Jean Paul Bier: Thelen erzählt Märchen. Betrachtungen zum mythischen Anspruch der Fabulierkunst in Glis-Glis. In: Albert Vigoleis Thelen. Herausgeber: Jattie Enklaar und Hans Ester. Rodopi, Amsterdam 1988. ISBN 90-6203-820-4
- B) Ulrich Holbein: Zieseltier und Lullmaus. Albert Vigoleis Thelens Zoosophie der Siebenschläfer. In: Frankfurter Allgemeine Zeitung vom 13. Dezember 2001
- C) Werner Jung: Albert Vigoleis Thelen. In: Kritisches Lexikon der deutschsprachigen Gegenwartsliteratur (KLG). Hrsg. von Heinz Ludwig Arnold
- D) Jürgen Pütz: Doppelgänger seiner selbst. Der Erzähler Albert Vigoleis Thelen. Deutscher Universitäts-Verlag, Wiesbaden 1990. ISBN 3-8244-4048-2
- E) Hermann Wallmann: Laudatio auf Albert Vigoleis Thelen. In: Hommage à Albert Vigoleis Thelen. Herausgeber: Horst Winz. Juni, Mönchengladbach 1989. ISBN 3-926738-04-9